# A Prisioneira
A prisioneira (La Prisonnière) é um filme franco-italiano lançado em 1968, dirigido e roteirizado pelo cineasta francês Henri-Georges Clouzot, conta a história de uma jovem editora (Elisabeth Wiener) de filmes especializada em descobrir por que outras mulheres se degradam na pornografia e na prostituição.O roteiro teve colaboração de Monique Lange.

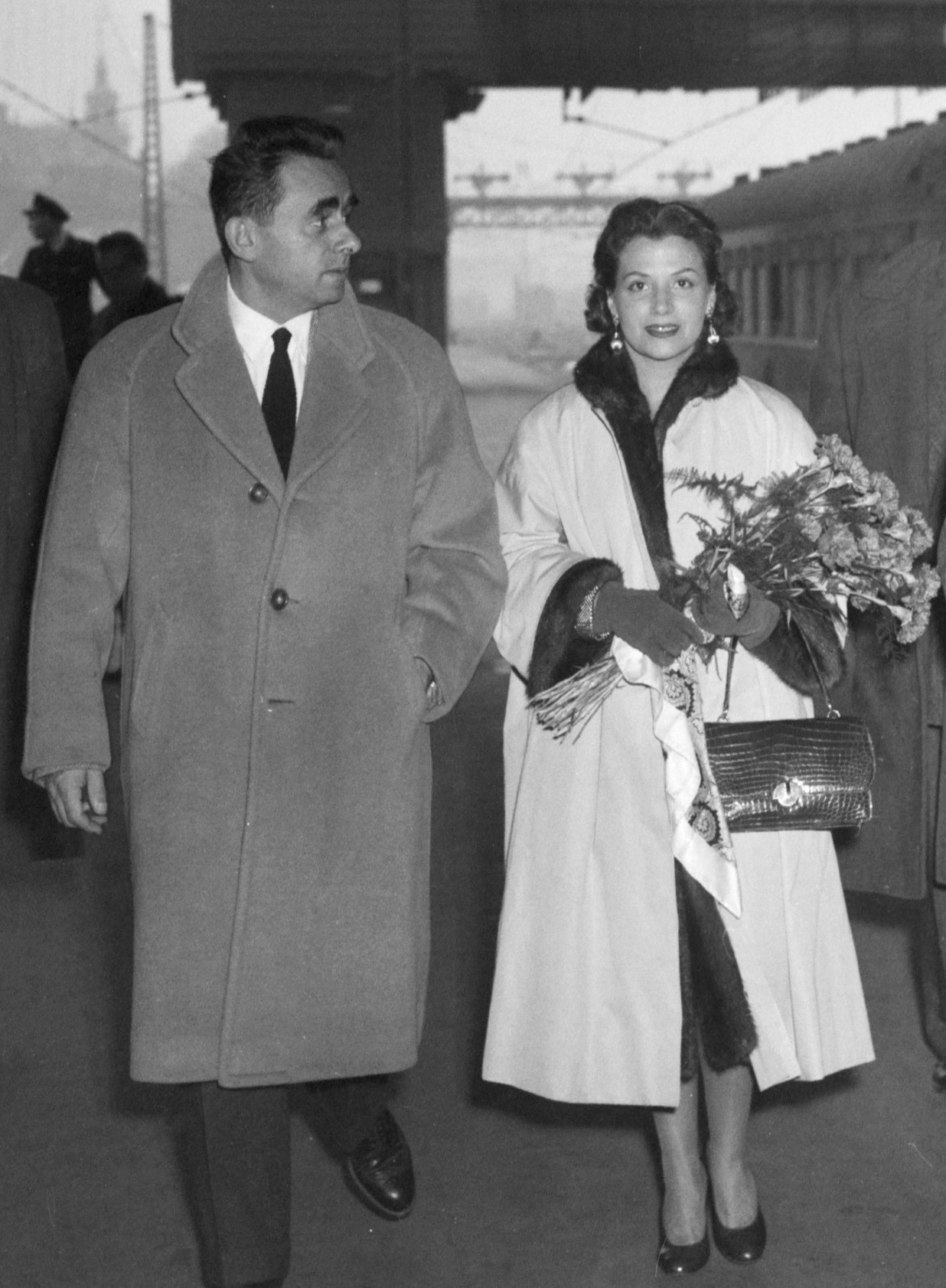
Henri-Georges e Vera Clouzot, 1953